# Cedusa praecox
Cedusa praecox är en insektsart som först beskrevs av Van Duzee 1912.  Cedusa praecox ingår i släktet Cedusa och familjen Derbidae. Inga underarter finns listade i Catalogue of Life.